# Mattia Marchesetti
Mattia Marchesetti (Crema, 28 settembre 1983) è un calciatore italiano, centrocampista del Pallavicino.

## Carriera
Debutta nel calcio professionistico nella stagione 2001-2002 con la maglia della Cremonese in Serie C2, quando totalizza complessivamente 22 presenze con due gol segnati. Nelle successive due stagioni, con la stessa maglia, in 37 partite segna otto goal, che gli valgono le attenzioni del Chievo, che lo acquista e lo fa esordire in Serie A il 9 gennaio 2005 in Bologna-Chievo, finita poi 3-1; alla fine del campionato per lui le partite giocate saranno 10, corredate anche di 1 goal.
Inizia la Serie B 2005-2006 indossando nuovamente la maglia della Cremonese, nel girone di andata gioca 18 partite e segna due gol; nel gennaio 2006 ritorna in A con la Sampdoria, disputando otto presenze.
Nella stagione 2006-2007 torna al Chievo. Poco utilizzato in campionato, nel mese di gennaio 2007 viene ceduto in prestito alla Triestina, in Serie B.
Nel luglio 2007 viene girato al Chievo in comproprietà, ma in seguito viene ceduto al L.R. Vicenza.
Nel giugno 2008 viene ceduto a titolo definitivo al Mantova e, dopo il fallimento della società virgiliana, nel 2010, passa all'Alessandria, dove gioca in totale nove partite, segnando anche un gol (contro il Pergocrema)
Nel settembre 2011 senza trovare squadra si allena con il Pizzighettone e dopo alcuni allenamenti il presidente convinto, dai suoi compagni e dall'allenatore, lo aggrega in rosa, aspettando un suo trasferimento nel mercato di gennaio 2012.
Nel luglio 2012 si trasferisce al Sant'Angelo in serie D, e nel dicembre dello stesso anno firma per l'Olginatese, compagine lecchese militante nello stesso girone.
Nel campionato 2013-2014 si trasferisce al Gozzano, sempre in Serie D.
Nella stagione 2014-2015, si trasferisce al Crema, sua città natale, all'epoca militante in Eccellenza.
Nella stagione 2016-2017 milita nella Rivoltana, sempre in Eccellenza. Tra il 2017 e il 2019 ha giocato in diverse categorie vestendo le maglie di squadre come Soresinese, Verdello, Verdellino, Fidentina e Colognese. Nella stagione 2020-2021 milita nella Soncinese, in Promozione. Nel luglio 2021 si trasferisce al Fiore Pallavicino, squadra di Prima Categoria.

## Palmarès

### Club

#### Competizioni regionali
- Eccellenza: 1

Sant'Angelo: 2011-2012